# 2000 и одна ночь
| Оценки критиков | Оценки критиков |
| Источник        | Оценка          |
| --------------- | --------------- |
| Darkside        | 9/10            |

«2000 и одна́ ночь» — первый сборник баллад рок-группы «Ария», выпущенный в 1999 году.

## История создания
В альбом вошли лирические баллады из прошлых альбомов, некоторые из них были перезаписаны заново. Присутствуют также две новые композиции — «Потерянный рай» и «Кто ты?», музыка к которым была написана Сергеем Терентьевым, а текст — Маргаритой Пушкиной.
Название является отсылкой к знаменитому памятнику арабской и персидской литературы «Тысяча и одна ночь».
Изначально группа хотела назвать альбом «2000 и одна песня о любви».

## Отзывы критиков
Хороший подарок преподнесла на Новый год всем своим поклонникам группа Ария. Презентом на этот раз оказался не новый альбом (что, конечно, весьма прискорбно), а сборник самых лучших песен коллектива, преимущественно романтичной тематики, плюс два новых трека. Сразу хочется обратить внимание на то, что практически все из представленных 12 пьес «переписаны» заново. Так что почитатели народной рок-группы теперь могут наслаждаться как старой, так и новой интерпретацией «арийского» творчества. Что касается представленного репертуара, то могу сказать, что давно не встречала такого грамотного подбора песен. Словом, «2000 и одна ночь» — это очень универсальная «солянка», слушабельная даже для тех, кто не слишком увлекается тяжёлой музыкой.— Анастасия Бахметьева, журнал «Metal City» 

## Список композиций
Все тексты написаны Маргаритой Пушкиной, если не указано другое.
| №   | Название                 | Текст песни    | Музыка                                                  | Оригинальный альбом      | Длительность |
| --- | ------------------------ | -------------- | ------------------------------------------------------- | ------------------------ | ------------ |
| 1.  | «Улица роз»              |                | Виталий Дубинин                                         | «Герой асфальта» (1987)  | 6:08         |
| 2.  | «Потерянный рай»         |                | Сергей Терентьев                                        | новая композиция         | 5:53         |
| 3.  | «Без тебя»               |                | Андрей Большаков, Валерий Кипелов                       | «С кем ты?» (1986)       | 4:22         |
| 4.  | «Грязь»                  |                | Терентьев, Кипелов                                      | «Генератор зла» (1998)   | 4:38         |
| 5.  | «Всё, что было»          |                | Кипелов, Дубинин                                        | «Кровь за кровь» (1991)  | 5:05         |
| 6.  | «Возьми моё сердце»      |                | Кипелов либо Кипелов, Сергей Маврин, Холстинин, Дубинин | «Ночь короче дня» (1995) | 4:13         |
| 7.  | «Уходи и не возвращайся» |                | Дубинин                                                 | «Ночь короче дня»        | 3:53         |
| 8.  | «Кто ты?»                |                | Терентьев                                               | новая композиция         | 4:46         |
| 9.  | «Пытка тишиной»          |                | Дубинин, Холстинин                                      | «Генератор зла»          | 5:28         |
| 10. | «Искушение»              |                | Дубинин, Холстинин                                      | «Игра с огнём» (1989)    | 3:57         |
| 11. | «Мечты»                  | Александр Елин | Кипелов                                                 | «Мания величия» (1985)   | 4:31         |
| 12. | «Закат»                  |                | Кипелов                                                 | «Генератор зла»          | 3:35         |

## Участники записи
- Валерий Кипелов — вокал
- Владимир Холстинин — гитара, мандолина (2)
- Сергей Терентьев — гитара, бэк-вокал
- Виталий Дубинин — бас, вокал, бэк-вокал, вокал (9)
- Александр Манякин — барабаны
- Евгений Шидловский — клавишные (3, 4, 5, 6, 9, 12), бэк-вокал
- Сергей Науменко — клавишные (2, 8)
- Константин Королев - акустическая гитара (12)
- Запись студии АРИЯ Records.
- Треки 1, 3, 4, 5, 6, 7, 9, 10, 11, 12 — живая запись
- Звукоинженер — Сергей Терентьев
- Программирование — Сергей Науменко
- Мастеринг — Андрей Субботин, Анна Топорова (студия Saturday Mastering)
- Фотограф — Надир Чанышев
- Дизайнер — Игорь Лобанов